# Coppa del Mondo di sci alpino 1983
La Coppa del Mondo di sci alpino 1983 fu la diciassettesima edizione della manifestazione organizzata dalla Federazione Internazionale Sci; per la prima volta furono inserite in calendario gare di supergigante, valide ai fini della classifica di slalom gigante.
La stagione maschile ebbe inizio il 5 dicembre 1982 a Pontresina, in Svizzera, e si concluse il 20 marzo 1983 a Furano, in Giappone; furono disputate 37 gare (11 discese libere, 3 supergiganti, 7 slalom giganti, 11 slalom speciali, 5 combinate), in 18 diverse località. Lo statunitense Phil Mahre si aggiudicò sia la Coppa del Mondo generale, sia quella di slalom gigante; l'austriaco Franz Klammer vinse la Coppa di discesa libera e lo svedese Ingemar Stenmark quella di slalom speciale. Mahre era il detentore uscente della Coppa generale.
La stagione femminile ebbe inizio il 7 dicembre 1982 a Val-d'Isère, in Francia, e si concluse il 20 marzo 1983 a Furano, in Giappone; furono disputate 30 gare (8 discese libere, 2 supergiganti, 7 slalom giganti, 9 slalom speciali, 4 combinate), in 17 diverse località. La statunitense Tamara McKinney si aggiudicò sia la Coppa del Mondo generale, sia quella di slalom gigante; le svizzere Doris De Agostini ed Erika Hess vinsero rispettivamente la Coppa di discesa libera e quella di slalom speciale. La Hess era la detentrice uscente della Coppa generale.

## Uomini

### Risultati
| Data             | Località                            | Nazione                | Pista           | Spec. | Primo                  | Secondo              | Terzo               |
| ---------------- | ----------------------------------- | ---------------------- | --------------- | ----- | ---------------------- | -------------------- | ------------------- |
| 5 dicembre 1982  | Pontresina                          | Svizzera               |                 | DH    | Harti Weirather        | Franz Klammer        | Peter Müller        |
| 12 dicembre 1982 | Val-d'Isère                         | Francia                |                 | SG    | Peter Müller           | Peter Lüscher        | Pirmin Zurbriggen   |
| 14 dicembre 1982 | Courmayeur                          | Italia                 |                 | SL    | Ingemar Stenmark       | Stig Strand          | Phil Mahre          |
| 19 dicembre 1982 | Val Gardena                         | Italia                 | Saslong         | DH    | Conradin Cathomen      | Erwin Resch          | Franz Klammer       |
| 19 dicembre 1982 | Val-d'Isère Val Gardena             | Francia Italia         | ? Saslong       | KB    | Franz Heinzer          | Peter Müller         | Peter Lüscher       |
| 20 dicembre 1982 | Val Gardena                         | Italia                 | Saslong         | DH    | Franz Klammer          | Peter Müller         | Urs Räber           |
| 21 dicembre 1982 | Madonna di Campiglio                | Italia                 | 3-Tre           | SL    | Stig Strand            | Ingemar Stenmark     | Phil Mahre          |
| 22 dicembre 1982 | Madonna di Campiglio                | Italia                 | 3-Tre           | SG    | Michael Mair           | Hans Enn             | Pirmin Zurbriggen   |
| 22 dicembre 1982 | Madonna di Campiglio                | Italia                 | 3-Tre           | KB    | Pirmin Zurbriggen      | Christian Orlainsky  | Franz Gruber        |
| 4 gennaio 1983   | Parpan                              | Svizzera               |                 | SL    | Steve Mahre            | Jacques Lüthy        | Andreas Wenzel      |
| 9 gennaio 1983   | Val-d'Isère                         | Francia                |                 | DH    | Erwin Resch            | Peter Lüscher        | Conradin Cathomen   |
| 10 gennaio 1983  | Val-d'Isère                         | Francia                |                 | DH    | Conradin Cathomen      | Ken Read             | Danilo Sbardellotto |
| 11 gennaio 1983  | Adelboden                           | Svizzera               | Chuenisbärgli   | GS    | Pirmin Zurbriggen      | Max Julen            | Jacques Lüthy       |
| 21 gennaio 1983  | Kitzbühel                           | Austria                | Streif          | DH    | Bruno Kernen           | Steve Podborski      | Urs Räber           |
| 22 gennaio 1983  | Kitzbühel                           | Austria                | Streif          | DH    | Todd Brooker           | Urs Räber            | Ken Read            |
| 23 gennaio 1983  | Kitzbühel                           | Austria                | Ganslern        | SL    | Ingemar Stenmark       | Christian Orlainsky  | Phil Mahre          |
| 23 gennaio 1983  | Kitzbühel                           | Austria                | Streif Ganslern | KB    | Phil Mahre             | Marc Girardelli      | Peter Lüscher       |
| 28 gennaio 1983  | Sarajevo                            | Jugoslavia             |                 | DH    | Gerhard Pfaffenbichler | Steve Podborski      | Franz Klammer       |
| 29 gennaio 1983  | Kranjska Gora                       | Jugoslavia             |                 | GS    | Hans Enn               | Max Julen            | Ingemar Stenmark    |
| 30 gennaio 1983  | Kranjska Gora                       | Jugoslavia             |                 | SL    | Franz Gruber           | Stig Strand          | Michel Canac        |
| 5 febbraio 1983  | Sankt Anton am Arlberg              | Austria                |                 | DH    | Peter Lüscher          | Silvano Meli         | Harti Weirather     |
| 6 febbraio 1983  | Sankt Anton am Arlberg              | Austria                |                 | SL    | Steve Mahre            | Andreas Wenzel       | Phil Mahre          |
| 6 febbraio 1983  | Sankt Anton am Arlberg              | Austria                |                 | KB    | Phil Mahre             | Andreas Wenzel       | Steve Mahre         |
| 9 febbraio 1983  | Garmisch-Partenkirchen              | Germania Ovest         | Kandahar        | SG    | Peter Lüscher          | Pirmin Zurbriggen    | Hans Enn            |
| 11 febbraio 1983 | Le Markstein                        | Francia                |                 | SL    | Ingemar Stenmark       | Paolo De Chiesa      | Phil Mahre          |
| 11 febbraio 1983 | Garmisch-Partenkirchen Le Markstein | Germania Ovest Francia | Kandahar ?      | KB    | Phil Mahre             | Andreas Wenzel       | Marc Girardelli     |
| 12 febbraio 1983 | Le Markstein                        | Francia                |                 | SL    | Bojan Križaj           | Bengt Fjällberg      | Christian Orlainsky |
| 13 febbraio 1983 | Todtnau                             | Germania Ovest         |                 | GS    | Ingemar Stenmark       | Max Julen            | Pirmin Zurbriggen   |
| 23 febbraio 1983 | Tärnaby                             | Svezia                 |                 | SL    | Andreas Wenzel         | Stig Strand          | Bojan Križaj        |
| 26 febbraio 1983 | Gällivare                           | Svezia                 |                 | GS    | Ingemar Stenmark       | Max Julen Phil Mahre |                     |
| 27 febbraio 1983 | Gällivare                           | Svezia                 |                 | SL    | Marc Girardelli        | Stig Strand          | Ingemar Stenmark    |
| 6 marzo 1983     | Aspen                               | Stati Uniti            |                 | DH    | Todd Brooker           | Michael Mair         | Helmut Höflehner    |
| 7 marzo 1983     | Aspen                               | Stati Uniti            |                 | GS    | Phil Mahre             | Marc Girardelli      | Ingemar Stenmark    |
| 8 marzo 1983     | Vail                                | Stati Uniti            |                 | GS    | Phil Mahre             | Ingemar Stenmark     | Max Julen           |
| 12 marzo 1983    | Lake Louise                         | Canada                 |                 | DH    | Helmut Höflehner       | Franz Klammer        | Conradin Cathomen   |
| 19 marzo 1983    | Furano                              | Giappone               |                 | GS    | Phil Mahre             | Max Julen            | Ingemar Stenmark    |
| 20 marzo 1983    | Furano                              | Giappone               |                 | SL    | Stig Strand            | Andreas Wenzel       | Bojan Križaj        |

Legenda:

DH = discesa libera

SG = supergigante

GS = slalom gigante

SL = slalom speciale

KB = combinata

### Classifiche

#### Generale

Phil Mahre nel 1979

| Pos. | Nome              | Nazione       | Punti |
| ---- | ----------------- | ------------- | ----- |
| 1    | Phil Mahre        | Stati Uniti   | 285   |
| 2    | Ingemar Stenmark  | Svezia        | 218   |
| 3    | Andreas Wenzel    | Liechtenstein | 177   |
| 4    | Marc Girardelli   | Lussemburgo   | 168   |
| 5    | Peter Lüscher     | Svizzera      | 164   |
| 6    | Pirmin Zurbriggen | Svizzera      | 161   |
| 7    | Peter Müller      | Svizzera      | 125   |
| 8    | Max Julen         | Svizzera      | 116   |
| 9    | Franz Gruber      | Austria       | 112   |
| 9    | Bojan Križaj      | Jugoslavia    | 112   |

#### Discesa libera
| Pos. | Nome              | Nazione  | Punti |
| ---- | ----------------- | -------- | ----- |
| 1    | Franz Klammer     | Austria  | 95    |
| 2    | Conradin Cathomen | Svizzera | 92    |
| 3    | Harti Weirather   | Austria  | 74    |
| 4    | Erwin Resch       | Austria  | 73    |
| 5    | Peter Lüscher     | Svizzera | 72    |
| 5    | Urs Räber         | Svizzera | 72    |

#### Slalom gigante
| Pos. | Nome              | Nazione     | Punti |
| ---- | ----------------- | ----------- | ----- |
| 1    | Phil Mahre        | Stati Uniti | 107   |
| 2    | Max Julen         | Svizzera    | 100   |
| 2    | Ingemar Stenmark  | Svezia      | 100   |
| 4    | Pirmin Zurbriggen | Svizzera    | 90    |
| 5    | Hans Enn          | Austria     | 83    |

#### Slalom speciale
| Pos. | Nome             | Nazione       | Punti |
| ---- | ---------------- | ------------- | ----- |
| 1    | Ingemar Stenmark | Svezia        | 110   |
| 2    | Stig Strand      | Svezia        | 110   |
| 3    | Andreas Wenzel   | Liechtenstein | 92    |
| 4    | Steve Mahre      | Stati Uniti   | 80    |
| 5    | Bojan Križaj     | Jugoslavia    | 78    |

#### Combinata
Nel 1983 fu anche stilata la classifica della combinata, sebbene non venisse assegnato alcun trofeo al vincitore.
| Pos. | Nome              | Nazione       | Punti |
| ---- | ----------------- | ------------- | ----- |
| 1    | Phil Mahre        | Stati Uniti   | 75    |
| 2    | Peter Lüscher     | Svizzera      | 52    |
| 3    | Marc Girardelli   | Lussemburgo   | 47    |
| 3    | Pirmin Zurbriggen | Svizzera      | 47    |
| 5    | Andreas Wenzel    | Liechtenstein | 40    |

## Donne

### Risultati
| Data             | Località                | Nazione         | Pista | Spec. | Prima              | Seconda                             | Terza                |
| ---------------- | ----------------------- | --------------- | ----- | ----- | ------------------ | ----------------------------------- | -------------------- |
| 7 dicembre 1982  | Val-d'Isère             | Francia         |       | DH    | Doris De Agostini  | Lea Sölkner                         | Maria Walliser       |
| 8 dicembre 1982  | Val-d'Isère             | Francia         |       | GS    | Erika Hess         | Tamara McKinney                     | Hanni Wenzel         |
| 8 dicembre 1982  | Val-d'Isère             | Francia         |       | KB    | Elisabeth Kirchler | Tamara McKinney                     | Erika Hess           |
| 10 dicembre 1982 | Limone Piemonte         | Italia          |       | SL    | Tamara McKinney    | Erika Hess                          | Hanni Wenzel         |
| 15 dicembre 1982 | San Sicario             | Italia          |       | DH    | Caroline Attia     | Claudine Emonet                     | Heidi Wiesler        |
| 17 dicembre 1982 | Piancavallo             | Italia          |       | SL    | Erika Hess         | Perrine Pelen                       | Christin Cooper      |
| 17 dicembre 1982 | San Sicario Piancavallo | Italia          |       | KB    | Christin Cooper    | Erika Hess                          | Hanni Wenzel         |
| 9 gennaio 1983   | Verbier                 | Svizzera        |       | SG    | Irene Epple        | Hanni Wenzel                        | Tamara McKinney      |
| 10 gennaio 1983  | Verbier                 | Svizzera        |       | SG    | Cindy Nelson       | Zoë Haas                            | Irene Epple          |
| 11 gennaio 1983  | Verbier                 | Svizzera        |       | SL    | Tamara McKinney    | Erika Hess                          | Perrine Pelen        |
| 14 gennaio 1983  | Schruns                 | Austria         |       | DH    | Doris De Agostini  | Élisabeth Chaud                     | Caroline Attia       |
| 16 gennaio 1983  | Schruns                 | Austria         |       | SL    | Anni Kronbichler   | Maria Rosa Quario Małgorzata Tlałka |                      |
| 21 gennaio 1983  | Megève                  | Francia         |       | DH    | Maria Walliser     | Maria Maricich                      | Marie-Luce Waldmeier |
| 21 gennaio 1983  | Schruns Megève          | Austria Francia |       | KB    | Olga Charvátová    | Sylvia Eder                         | Fabienne Serrat      |
| 22 gennaio 1983  | Megève                  | Francia         |       | DH    | Elisabeth Kirchler | Doris De Agostini                   | Caroline Attia       |
| 23 gennaio 1983  | Saint-Gervais-les-Bains | Francia         |       | GS    | Tamara McKinney    | Christin Cooper                     | Carole Merle         |
| 29 gennaio 1983  | Les Diablerets          | Svizzera        |       | DH    | Doris De Agostini  | Elisabeth Kirchler                  | Veronika Vitzthum    |
| 30 gennaio 1983  | Les Diablerets          | Svizzera        |       | SL    | Maria Rosa Quario  | Hanni Wenzel                        | Dorota Tlałka        |
| 30 gennaio 1983  | Les Diablerets          | Svizzera        |       | KB    | Hanni Wenzel       | Michaela Gerg                       | Elisabeth Kirchler   |
| 5 febbraio 1983  | Sarajevo                | Jugoslavia      |       | DH    | Maria Walliser     | Elisabeth Kirchler                  | Ariane Ehrat         |
| 9 febbraio 1983  | Maribor                 | Jugoslavia      |       | SL    | Erika Hess         | Hanni Wenzel                        | Anni Kronbichler     |
| 12 febbraio 1983 | Vysoké Tatry            | Cecoslovacchia  |       | SL    | Maria Rosa Quario  | Erika Hess                          | Małgorzata Tlałka    |
| 5 marzo 1983     | Mont-Tremblant          | Canada          |       | DH    | Laurie Graham      | Maria Walliser                      | Michela Figini       |
| 6 marzo 1983     | Mont-Tremblant          | Canada          |       | GS    | Anne-Flore Rey     | Maria Epple                         | Erika Hess           |
| 8 marzo 1983     | Waterville Valley       | Stati Uniti     |       | SL    | Roswitha Steiner   | Tamara McKinney                     | Hanni Wenzel         |
| 9 marzo 1983     | Waterville Valley       | Stati Uniti     |       | GS    | Tamara McKinney    | Maria Epple                         | Fabienne Serrat      |
| 10 marzo 1983    | Waterville Valley       | Stati Uniti     |       | GS    | Tamara McKinney    | Maria Epple                         | Cindy Nelson         |
| 12 marzo 1983    | Vail                    | Stati Uniti     |       | GS    | Tamara McKinney    | Cindy Nelson                        | Erika Hess           |
| 18 marzo 1983    | Furano                  | Giappone        |       | GS    | Hanni Wenzel       | Fabienne Serrat                     | Maria Walliser       |
| 20 marzo 1983    | Furano                  | Giappone        |       | SL    | Tamara McKinney    | Erika Hess                          | Małgorzata Tlałka    |

Legenda:

DH = discesa libera

SG = supergigante

GS = slalom gigante

SL = slalom speciale

KB = combinata

### Classifiche

#### Generale
| Pos. | Nome               | Nazione        | Punti |
| ---- | ------------------ | -------------- | ----- |
| 1    | Tamara McKinney    | Stati Uniti    | 225   |
| 2    | Hanni Wenzel       | Liechtenstein  | 193   |
| 3    | Erika Hess         | Svizzera       | 192   |
| 4    | Elisabeth Kirchler | Austria        | 163   |
| 5    | Maria Walliser     | Svizzera       | 135   |
| 6    | Irene Epple        | Germania Ovest | 117   |
| 7    | Cindy Nelson       | Stati Uniti    | 115   |
| 8    | Olga Charvátová    | Cecoslovacchia | 111   |
| 9    | Maria Epple        | Germania Ovest | 109   |
| 10   | Doris De Agostini  | Svizzera       | 96    |

#### Discesa libera
| Pos. | Nome               | Nazione  | Punti |
| ---- | ------------------ | -------- | ----- |
| 1    | Doris De Agostini  | Svizzera | 106   |
| 2    | Maria Walliser     | Svizzera | 97    |
| 3    | Elisabeth Kirchler | Austria  | 76    |
| 4    | Caroline Attia     | Francia  | 66    |
| 5    | Laurie Graham      | Canada   | 63    |

#### Slalom gigante
| Pos. | Nome            | Nazione        | Punti |
| ---- | --------------- | -------------- | ----- |
| 1    | Tamara McKinney | Stati Uniti    | 120   |
| 2    | Cindy Nelson    | Stati Uniti    | 83    |
| 3    | Maria Epple     | Germania Ovest | 81    |
| 4    | Erika Hess      | Svizzera       | 78    |
| 5    | Hanni Wenzel    | Liechtenstein  | 77    |

#### Slalom speciale
| Pos. | Nome              | Nazione       | Punti |
| ---- | ----------------- | ------------- | ----- |
| 1    | Erika Hess        | Svizzera      | 110   |
| 2    | Tamara McKinney   | Stati Uniti   | 105   |
| 3    | Maria Rosa Quario | Italia        | 89    |
| 4    | Hanni Wenzel      | Liechtenstein | 82    |
| 5    | Roswitha Steiner  | Austria       | 70    |

#### Combinata
Nel 1983 fu anche stilata la classifica della combinata, sebbene non venisse assegnato alcun trofeo alla vincitrice.
| Pos. | Nome               | Nazione        | Punti |
| ---- | ------------------ | -------------- | ----- |
| 1    | Hanni Wenzel       | Liechtenstein  | 52    |
| 2    | Elisabeth Kirchler | Austria        | 47    |
| 3    | Irene Epple        | Germania Ovest | 40    |
| 4    | Erika Hess         | Svizzera       | 35    |
| 5    | Olga Charvátová    | Cecoslovacchia | 31    |